# Tongbei (köpinghuvudort i Kina, Heilongjiang Sheng, lat 47,77, long 126,76)
Tongbei (kinesiska: 通北, 通北镇) är en köpinghuvudort i Kina. Den ligger i provinsen Heilongjiang, i den nordöstra delen av landet, omkring 220 kilometer norr om provinshuvudstaden Harbin. Antalet invånare är 38 268. Befolkningen består av 19 648 kvinnor och 18 620 män. Barn under 15 år utgör 13,0 %, vuxna 15-64 år 79 %, och äldre över 65 år 6,0 %.
Runt Tongbei är det ganska tätbefolkat, med 149 invånare per kvadratkilometer. Närmaste större samhälle är Haibei, 13,5 km söder om Tongbei. Trakten runt Tongbei består till största delen av jordbruksmark.
Genomsnittlig årsnederbörd är 1 004 millimeter. Den regnigaste månaden är juli, med i genomsnitt 317 mm nederbörd, och den torraste är januari, med 10 mm nederbörd.